# Handley Page Halifax
El Handley Page Halifax fue un bombardero pesado cuatrimotor británico de la Segunda Guerra Mundial. Contemporáneo del famoso Avro Lancaster, el Halifax permaneció en servicio hasta después de la guerra, realizando variados servicios además del bombardeo. El Halifax fue operado también por escuadrones de la Real Fuerza Aérea Australiana, Real Fuerza Aérea Canadiense, Real Fuerza Aérea de Nueva Zelanda, Fuerza Aérea de Pakistán y Fuerza Aérea Polaca.

## Diseño y desarrollo

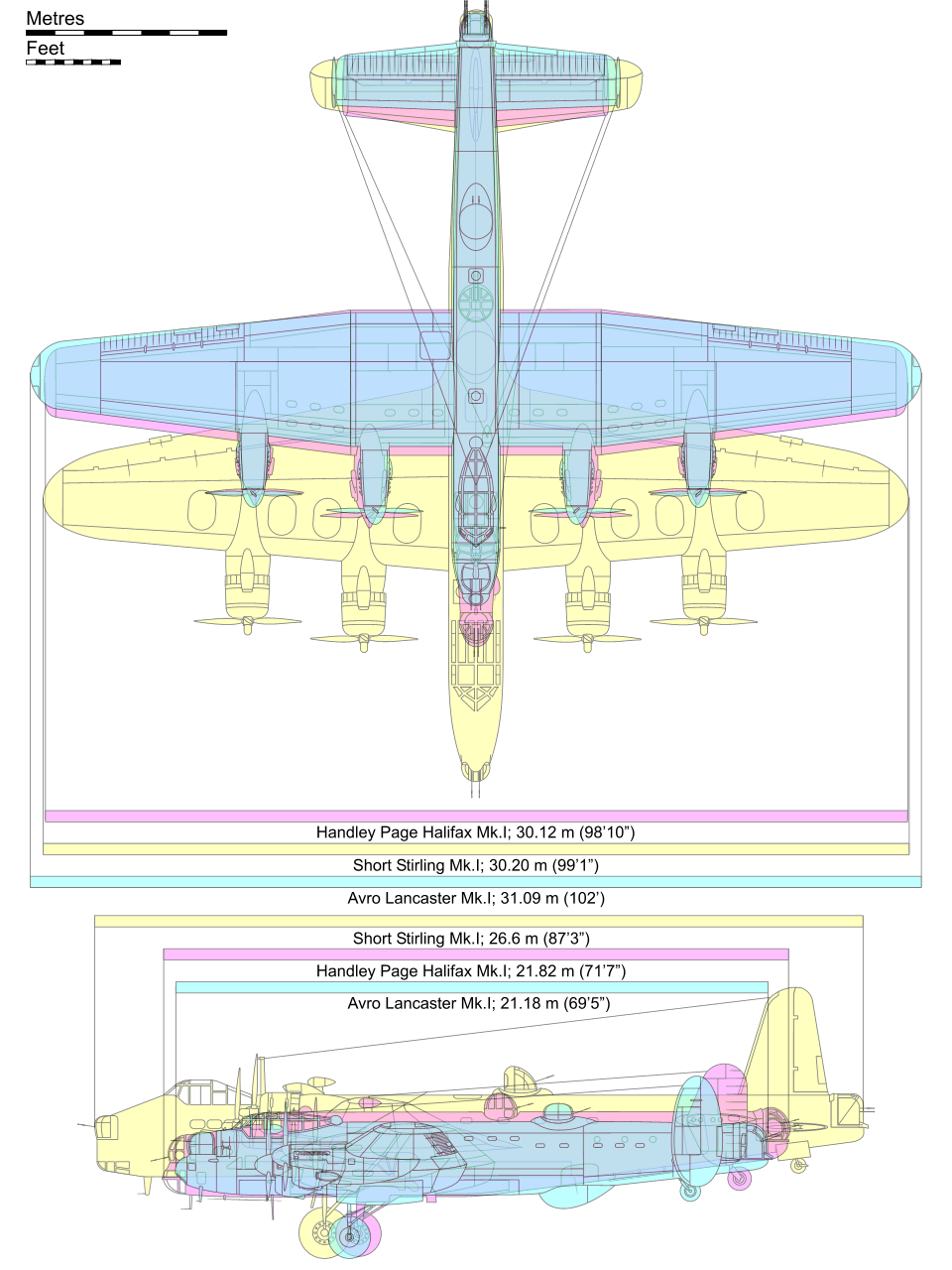
Comparación del Halifax Mk I con sus contemporáneos, Short Stirling y el Avro Lancaster

### Orígenes
Handley Page produjo el diseño H.P.56 para cumplir con la Specification P.13/36 (especificación) del Air Ministry para un bombardero mediano bimotor para "uso a nivel mundial". Otros candidatos eran el Avro 679 y diseños de Fairey, Boulton Paul y Short; todos usaban dos motores, que podían ser los Rolls-Royce Vulture, Napier Sabre, Fairey P.24 o Bristol Hercules. Un ala de cuatro motores era todavía una idea nueva en los bombarderos británicos. La introducción de los exitosos candidatos al P.13/36 fue pospuesta por la necesidad de ordenar primero más bombarderos Armstrong-Whitworth Whitley y Vickers Wellington. Los diseños de Avro 679 y HP.56 fueron ordenados "desde el tablero de dibujo" a mediados de 1937; siendo el diseño de Avro  la elección preferida.
Poco después se le solicitó a Handley Page rediseñar el HP.56 para equiparlo con cuatro motores Rolls-Royce Merlin X en lugar de dos Vukture. El rediseño incrementó la envergadura 26,7 m a 30,1 m y agregó 5900 kg al peso. Las modificaciones resultaron en el definitivo H.P.57 que una vez aceptado, ganó el nombre de "Halifax" siguiendo la práctica de nombrar a los bombarderos pesados con el nombre de las grandes ciudades; en este caso Halifax, en el oeste de Yorkshire. El H.P.57 fue agrandado y motorizado con cuatro motores Rolls-Royce Merlin X de 1280 cv. Tanta fue la promesa del nuevo modelo que la RAF colocó una primera orden por 100 Halifax Mk I "desde la mesa de diseño", antes de que el primer prototipo hubiera volado. El primer vuelo del Halifax tuvo lugar el 24 de septiembre de 1939 desde la base de la RAF en Bicester, 21 días después que el Reino Unido le declarase la guerra a Alemania.
El Avro Manchester se construyó con los motores Rolls-Royce Vulture pero también sufría sus problemas. Irónicamente el diseño seguiría el mismo camino, convirtiéndose en el Avro Lancaster.

### Entrada en producción

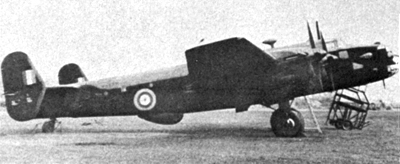
La prueba del Halifax B Mk II Serie I, V9977, en el cual se instaló el primer radar H2S. Nótese las primeras aletas triangulares. Este avión se estrelló en junio de 1942, matando a varios técnicos de radar

Tanto gustó el HP.57 a la RAF que se realizó una primera orden de pedido por 100 aviones Mk.I antes de que el primer prototipo hubiera volado. La producción del Halifax comenzó posteriormente en las instalaciones de English Electric en Samlesbury, Lancashire, donde se construyeron más de 2.000 bombarderos durante la guerra. El primer vuelo tuvo lugar el 24 de septiembre de 1939. 
El Mk I tenía un pañol de bombas de 6,7 m así como seis pilones para bombas en las alas, permitiendo transportar un total de 5900 kg. El armamento defensivo consistía en dos ametralladoras Browning M1919 calibre .303 British (7,7x56R) en una torreta de proa Boulton Paul Tipo C, y cuatro en una torreta de cola BP Tipo E, en algunos aviones, dos ametralladoras Vickers K .303" (7,7 mm) en montajes laterales. Los Merlin movían hélices Rotol de madera de velocidad constante. Modificaciones sutiles distinguen a los Mk I. Los Halifax Mk I del primer lote (de 50) fueron designados Mk I Serie I.
Fueron seguidos por los 25 ejemplares del Mk I Serie II con un peso bruto incrementado (de 26.310 kg a 27 220 kg) pero el peso máximo de aterrizaje se mantuvo en 22 700 kg. El Mk I Serie III tenía una mayor capacidad de combustible (8556 l), y radiadores de aceite más grandes para aceptar el Merlin XX. Una torreta dorsal BP Tipo C con dos ametralladoras reemplazó a los montajes laterales.
La introducción del motor Merlin XX de 1.390 CV y con una torreta dorsal con dos ametralladoras de .303" (7,7 mm) en lugar de las armas laterales resultó en el Halifax B Mk II Serie I. El Mk II Series I (Especial) consiguió prestaciones mejoradas al remover las torretas de nariz y dorsal. El Mk II Serie IA tenía un morro moldeado de plexiglás (la estándar para las futuras variantes del Halifax), una torreta dorsal tipo Defiant de cuatro armas, motores Merlin 22 y empenajes verticales más grandes que solucionaron las deficiencias de control (pérdida de sustentación en las aletas, lo que conducía a un sobre-balance en los timones) de las primeras series.
Los Halifax II fueron construidos por English Electric y por Handley Page; 200 y 100 aviones respectivamente.
Debido a la falta de trenes de aterrizaje y de equipos hidráulicos fabricados por Messier, se usaron los fabricados por Dowty. A consecuencia de que eran incompatibles con los equipos Messier, los Halifax recibieron una nueva designación. El Mark II construido con trenes Dowty fue designado Mark V. El uso de trenes de aterrizaje Dowty de fundición en lugar de forjados, redujo el peso máximo de aterrizaje a 18 100 kg. El Mark V fue construido por el Grupo Rootes en Speke y Fairey en Stockport, y fueron usados generalmente por el Coastal Command y para entrenamiento. Cerca de 904 Mark V fueron construidos para cuando finalizó su fabricación, a principios de 1944; en comparación, se fabricaron 1.966 del modelo Mk II.
La variante más numerosa del Halifax fue el B Mk.III, del que se construyeron 2.091 ejemplares. Apareciendo por primera vez en 1943, el Mk III incorporaba el morro de plexiglás y tenía la cola modificada del Mk II Serie IA, pero reemplazaba los Merlin por los más potentes motores radiales Bristol Hercules XVI de 1650 hp. Otros cambios incluían las hélices de Havilland Propellers Hydromatic y aletas alares redondeadas. El Mk.IV, un diseño no producido, utilizaba motores Hércules con turbocompresor. La versión definitiva del Halifax fue el B Mk VI, con motores Hércules 100 de 1800 cv. La versión final de bombardero, el Mk.VII, volvió a los menos potentes Hércules XVI. Sin embargo, esta variante fue producida en relativamente poca cantidad. 
Las variantes restantes fueron el transporte desarmado C Mk VIII (con bodega de carga para 3630 kg en lugar de la bahía de bombas, espacio para 11 pasajeros) y el transporte de tropas paracaidistas Mk A IX (con espacio para 16 paracaidistas y sus pertrechos). También se fabricó una versión de transporte/carga del Halifax, conocida como Handley Page Halton.

## Producción
La producción total del Halifax fue de 6.176 ejemplares, siendo la versión más numerosa la Mk.III con 2.091 aviones. Además de Handley Page, los Halifax fueron construidos por English Electric, Fairey Aviation, Rootes Motors (Rootes Securities Ltd.) y el London Aircraft Production Group. En el momento de alcanzar el pico de la producción, se completaba un avión por hora. Se calcula que en Gran Bretaña se fabricaron 10.018 bombarderos pesados entre 1940 y 1944, de ellos 4.046 serían Halifax (más del 40%). El último Halifax sería entregado en abril de 1945.
El Handley Page Halifax estuvo en constante evolución durante la guerra. El armamento, motores y componentes se iba modificando para mejorar prestaciones y facilitar la producción.
La demanda de aviones creada por la guerra hizo que se hubiera de recurrir a otros fabricantes para ser capaz de suministrar a la Royal Air Force los aviones solicitados. Como resultado se creó el Halifax Group para gestionar el programa de fabricación. El grupo gestionaba la integración con otras empresas como English Electric, las empresas que componían el London Aircraft Production Group, Fairey Aviation y Rootes Motors. Gracias a esta gestión en la fabricación del Halifax se integraron numerosas fábricas de todo Gran Bretaña. Hasta 41 fábricas estuvieron trabajando para producir aviones Halifax, implicando a 600 subcontratistas y 51.000 trabajadores. Llegó un momento en el que se terminaba un Halifax cada hora.
Número de aviones por fabricante:
- Handley Page: 1.589 aviones.
- English Electric: 2.145 aviones.
- Fairey Aviation: 662.
- London Aircraft Production Group: 710.
- Rootes Securities: 1070.

## Servicio operacional
El primer Halifax entró en servicio con el Escuadrón nº35 de la RAF en su base de Linton-on-Ouse en noviembre de 1940. Su primera misión de combate fue un ataque nocturno contra el puerto de Le Havre en marzo de 1941. El Halifax entró en combate sobre Europa sólo un mes después de que el Short Stirling realizara su primera misión de combate. Fue el inicio de una larga carrera en la que realizó misiones de bombardeo, reconocimiento marítimo, transporte, operaciones especiales, guerra electrónica y desembarco aéreo. En cuanto se terminaron los primeros 100 Halifax Mk.I la RAF pidió versiones mejoradas. A finales de 1941 la RAF ya tenía 11 escuadrones equipados con Halifax, en los que se detectaron fallos en el tren de aterrizaje y los engranajes de las cajas reductoras de los motores.
En servicio con el Mando de Bombardeo de la RAF, los Halifax volaron en 82 773 operaciones, lanzando 203 397 Tm de bombas con la pérdida de 1.833 aviones. En su momento más álgido el Halifax llegó a equipar 76 escuadrones. El Halifax equipaba 34 escuadrones en Europa, 4 en Oriente Medio y alguno más en Asia. La Royal Canadian Air Force (RCAF) empleó aviones Halifax en sus 14 escuadrones de bombarderos pesados. Adicionalmente a las misiones de bombardeo, el Halifax fue utilizado como remolcador de planeadores militares, avión de transporte, avión de guerra electrónica para el Grupo N.º 100 de la RAF y operaciones especiales como el lanzamiento de agentes y armas dentro de la Europa ocupada. Los Halifax realizando misiones de transporte fueron los encargados en 1944 de suministrar millones de litros de gasolina al Segundo Ejército en Bélgica para que pudiera combatir en Arnhem. También fueron bombarderos Halifax los encargados en la segunda mitad de 1944 de realizar misiones de apoyo táctico, ataques aéreos diurnos contra instalaciones petroquímicas en Alemania y ataques contra instalaciones de bombas volantes V-1. Los Halifax también fueron operados por el Mando Costero de la RAF para Guerra antisubmarina, reconocimiento y meteorología. El Mando Costero equipó con radar ASV los Halifax GR.Mk.II que recibió y estuvo especialmente interesado en los Halifax Mk.III, aunque hasta 1945 no pudo empezar a recibirlos. Muchos de los Halifax MK.V que la RAF rechazó como bombarderos fueron recibidos con los brazos abiertos en el Coastal Command. Hasta 9 escuadrones del Coastal Command llegaron a estar equipados con versiones GR.Mk II, GR.Mk V y GR.Mk VI del Halifax. Menos vistoso y conocido fue el empleo por parte del Transport Command de aviones Halifax C.Mk. III, C.Mk.VI y C.Mk.VII para evacuación de heridos y transporte de carga y personal. Las operaciones aerotransportadas británicas no hubieran sido posibles sin el empleo de bombarderos reconvertidos a las versiones Halifax A.Mk.III, A.Mk.V y A.Mk.VII para lanzamiento de paracaidistas y arrastre de planeadores. Solo el Halifax podía arrastrar el enorme planeador Hamilcar y en cada misión se arrastraban dos planeadores Horsa.
De los 6.176 aviones construidos, se perdieron durante la guerra el 30%. Solo cinco aviones Halifax lograron completar 100 o más misiones con el Mando de Bombardeo durante la guerra. Hasta 1943 los Halifax eran los  bombarderos pesados principales de la RAF. Así los Halifax fueron los primeros aviones de la RAF en realizar funciones de Pathfinder en agosto de 1942 y los primeros en estar equipados con radar H2S. Con la llegada del Lancaster fueron relegados a otras tareas. Entre estas estuvieron el envío de agentes y suministros a la resistencia, tareas de guerra electrónica, investigación meteorológica, transporte de tropas o remolque de planeadores. Aun así el Halifax siguió sirviendo en grandes números en el Mando de Bombardeo. En julio de 1943 de los 791 bombarderos de la RAF que bombardearon Hamburgo 354 eran Avro Lancaster, 239 Handley Page Halifax, 120 Short Stirling y 68 Vickers Wellington.
El Halifax sirvió junto al Lancaster, también equipado con motores Merlin y considerado por muchos el mejor bombardero británico de la guerra. Los motores que hicieron del Lancaster un gran avión crearon un sinfín de problemas al Halifax que tardaron en solucionarse. En el Halifax Mk.III se cambió a motores Bristol Hércules y muchos de los problemas desaparecieron. En enero de 1944 los Mk.III empezaron sus misiones sobre Alemania, sufriendo menos perdidas que las versiones anteriores. El Handley Page Halifax no podía llevar tanta carga como el Lancaster ni poseía su alcance, sin embargo realizó multitud de otras tareas que el Lancaster nunca hizo. Uno de los puntos débiles en combate era que las llamas de los escapes de los motores podían verse desde unos dos kilómetros de distancia en la oscuridad nocturna y el Halifax estaba indefenso contra ataques que vinieran desde abajo. Esto causó muchos derribos a manos de la Luftwaffe. Sin embargo era más fácil escapar del Halifax que del Lancaster, por lo cual la proporción de fallecidos no era tan alta. El porcentaje de aviones Halifax derribados era de 5,4% frente a 3,5% de Lancaster (aunque hay que señalar que el Halifax entró en combate casi un año antes que el Lancaster, y que las perdidas porcentuales bajaron con el Mk.III). En caso de derribo un 29% de las tripulaciones de Halifax sobrevivían, frente al 11% en los Lancaster. El problema principal del Halifax con los mandos de la RAF era que no podía llevar las bombas gigantes que requería la estrategia británica de arrasar barrios enteros de las ciudades alemanas, algo que el Lancaster si podía hacer. Sin embargo los requerimientos de la RAF hicieron que el Lancaster no fuera tan flexible como el Halifax para realizar distintos tipos de misiones de bombardeo, ni de otras misiones,
En la posguerra, el Halifax se mantuvo en servicio con el Mando Costero de la RAF, el Mando de Transporte y el Armée de l'air hasta principios de 1952. La Fuerza Aérea de Pakistán, que recibió los aviones de la RAF, los mantuvo en servicio hasta 1961.
Varios Halifax C8 de la RAF fueron vendidos a partir de 1945 y usados como cargueros por varias de las principales aerolíneas británicas. En 1948, el mercado de transporte aéreo declinó, pero 41 aviones civiles fueron usados en el Puente aéreo de Berlín, operando un total de 4653 salidas de carga y 3509 transportando combustible diésel. Nueve aviones se perdieron durante el Puente Aéreo, pero cuando los aviones regresaron a Inglaterra muchos Halifax civiles fueron desguazados.
En 1948 el Halifax volvió a ir a la guerra. Pakistán empleó los dos primeros Halifax que recibió en 1948 durante la Guerra de Cachemira de 1948 para misiones nocturnas.

## Variantes

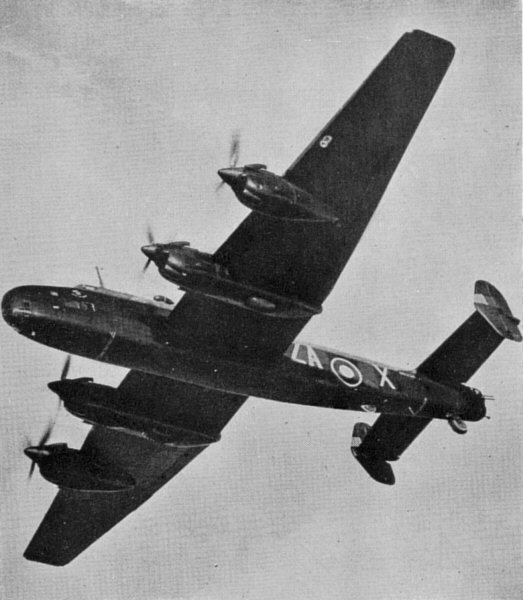
Un Halifax B.II Serie I (Especial) W1057, ZA-X, No. 10 Squadron RAF, con carenado de nariz. Durante abril-mayo de 1942, este avión tomó parte de varias incursiones contra el Tirpitz en Fættenfjord, cerca de Trondheim, Noruega.

### Diseños pre-Halifax
H.P.55
Propuesta de bombardero bimotor, nunca construido.
H.P.56
Propuesta de bombardero bimotor, con dos motores Rolls-Royce Vulture, nunca construido.

### H.P.57
H.P.57
El prototipo del Halifax
Halifax Mk. I
El segundo prototipo
Halifax B.I Serie I
Bombardero pesado cuatrimotor de largo alcance; primera versión de producción. El armamento consistía en una torreta de nariz con dos armas, una torreta de cola con cuatro armas y dos armas en el fuselaje.
Halifax B.I Serie II
Preparado para operar con un peso bruto mayor.
Halifax B.I Serie III
Re-motorizado con motores Merlin XX, nueva torreta superior, tren de aterrizaje revisado y se le agregaron tanques de combustible centrales.

### Fuente
- Esta obra contiene una traducción  derivada de «Handley Page Halifax» de Wikipedia en inglés, publicada por sus editores bajo la Licencia de documentación libre de GNU y la Licencia Creative Commons Atribución-CompartirIgual 4.0 Internacional.

- Datos: Q502034
- Multimedia: Handley Page Halifax / Q502034